# 埃里克·阿马卢
埃里克·阿马卢（法語：Éric Amalou，1968年10月1日—），法国前男子手球运动员。他曾代表法国国家队参加1996年夏季奥林匹克运动会手球比赛，结果队伍获得第四名。